# Lorier (primater)
För papegojorna i underfamiljen Loriinae, se lorier (papegojfåglar)
Lorier (Lorisidae, eller ibland Loridae) är en familj i underordningen Strepsirrhini som tillhör ordningen primater. Lorier ska inte förväxlas med papegojfåglarna med samma namn, som numera placeras i underfamiljen Loriinae.

## Utbredning och habitat
Två släkten förekommer i den orientaliska regionen och två i Västafrika. I Afrika sträcker sig utbredningsområdet som ett brett bälte, från Guinea till Kongo-Kinshasa och västra Kenya. I Asien är utbredningsområdet uppdelat i två regioner. Den första i södra Indien och på Sri Lanka. Den andra sträcker sig från nordöstra Indien, över Malackahalvön till Borneo och Java. Arternas habitat utgörs av tropisk regnskog och andra skogsområden. De föredrar skogar med mycket löv.

## Utseende och anatomi
De skiljer sig från övriga primater genom sitt sätt att röra sig. Lorier har förlorat förmågan att hoppa och de klättrar istället långsamt steg för steg, griper hårt tag om trädgrenar, medan bålen endast obetydligt deltar i rörelsen. Tummen sätts huvudsakligen mot fjärde fingret och bildar en slags tång. Det fjärde fingret har på grund av detta blivit förlängt, medan tredje, och särskilt andra fingret däremot är förkortade. Man kan säga att andra fingret är förkrympt och saknar nagel, vilket utgör en för ryggradsdjuren fullkomligt unik reduktionsbildning. Vidare har både svansen och ryggkotorna blivit kortare.
De stora blodkärlsstammarna delas i lemmarna i ett nät så att blodet rör sig långsammare. Detta står i förbindelse med den tröga muskelverksamheten.
Med en kroppslängd (huvud och bål) mellan 18 och 40 centimeter är de jämförelsevis små. Svansen är kort eller den saknas helt. Vikten varierar mellan 0,1 och 2 kilogram. Deras täta och ulliga päls har oftast en grå- till brunaktig färg med ljusare undersida.
Huvudet kännetecknas av stora ögonen som en anpassning till aktiviteten på natten. Ögonen är runda och riktade framåt. De runda öronen är tydligt mindre än hos besläktade primater (till exempel galagoer) och ibland är de gömda i pälsen. Tandformeln är I 2/2 C 1/1 P 3/3 M 3/3, alltså sammanräknad 36 tänder.
Släktet tröglorier (Nycticebus) tillhör de få däggdjuren som är giftiga. Från armens körtlar produceras en vätska som tillsammans med djurets saliv är giftig. De fördelar giftet över pälsen för att avskräcka fiender men ibland injiceras giftet när de biter.

## Levnadssätt
Artena är nattaktiva och vistas sällan på marken. På dagen vilar de i grenverket, i trädhålor eller i täta lövansamlingar. De skapar inga bon. På grund av deras dolda levnadssätt är inte mycket känt om sociala beteenden. De födosöker mest ensamma och sover likaså oftast ensamma. Bara hos släktet Loris iakttas ibland flera individer på samma sovplats. Varje individ har ett revir som markeras med urin.
Hannar är oftast aggressiva mot artfränder av samma kön, men däremot överlappas reviret ofta med en eller flera honor.
Lorier är påfallande tysta. De rör sig tyst och har inte några högljudda läten för att kommunicera.

### Föda
Lorier är allätare som främst äter frukt, insekter, sav och andra vätskor från träd. I viss mån äter de även små ryggradsdjur, fågelägg samt andra växtdelar. Födans sammansättning varierar beroende på art och levnadsområde. När lorier jagar smyger de långsamt fram och överraskar bytet med en blixtsnabb rörelse med sina främre extremiteter.

### Fortplantning
Hannar parar sig med honor som lever i angränsande eller överlappande revir. Efter dräktigheten, som varar i 130 till 190 dagar föder honan vanligen en unge. Ungen klamrar sig fast vid moderns päls eller placeras under perioder i ett gömställe. Ungen dias tre till nio månader och efter 8 till 24 månader blir den könsmogen. Individer i fångenskap kan bli upp till 25 år gamla.

## Status och hot
Dessa primater hotas huvudsakligen av habitatförstöring och jakt. I vissa regioner jagas tröglorier på grund av  uppfattningen att de är dåliga djur. Å andra sidan förekommer tröglorier även som sällskapsdjur.

## Systematik

### Yttre systematik
Familjens närmaste släktingar finns i familjen galagoer. Vissa auktoriteter behandlar galagoer som underfamilj till lorierna. I motsats till de här beskrivna lorier är galagoer högljudda, med snabba rörelser. Lorier och galagoer bildar infraordningen Lorisiformes, som tillsammans med Lemuriformes (som bland annat omfattar lemurer, fingerdjur, vesslemakier) utgör underordningen Strepsirhini.

### Inre systematik

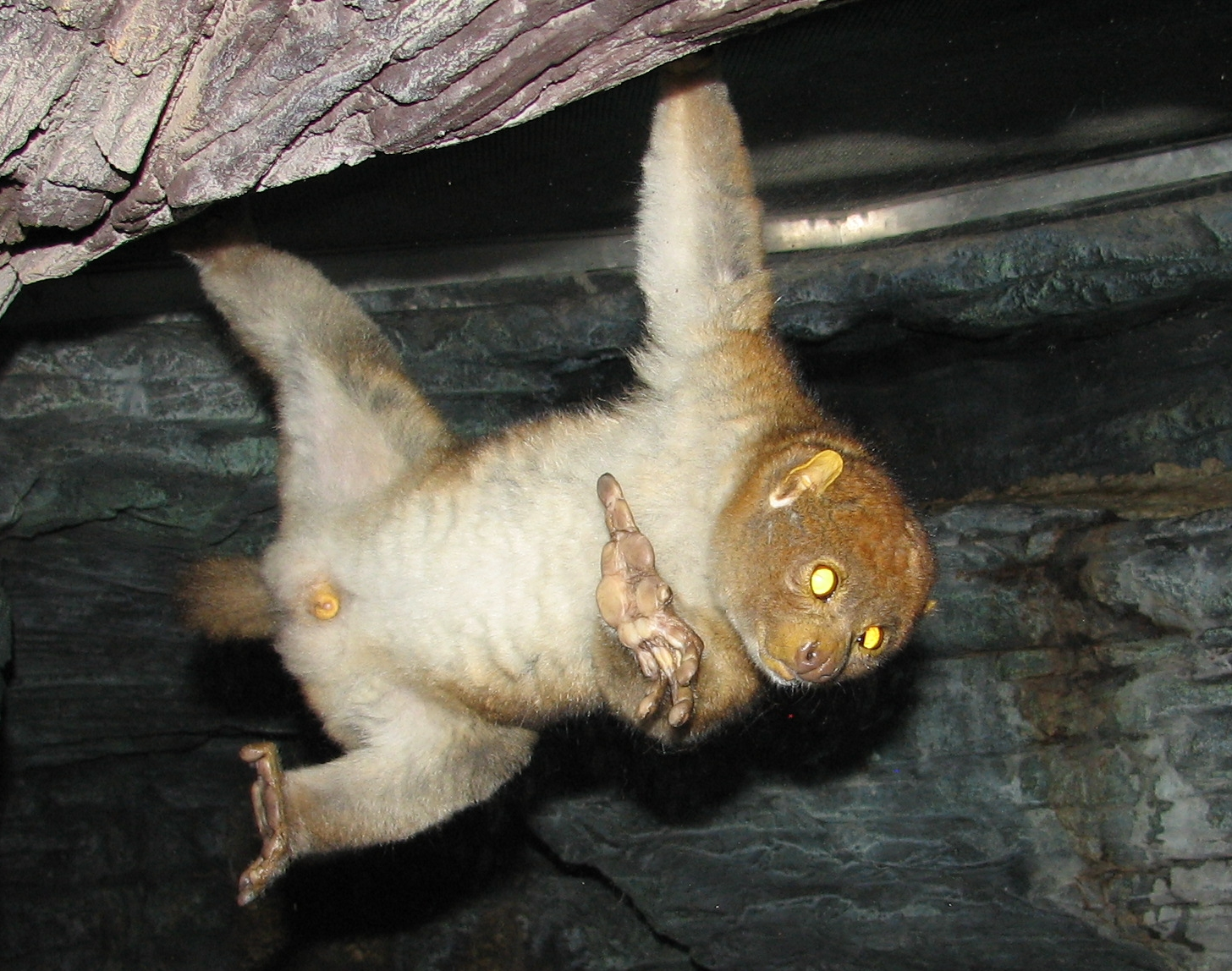
Potto (Perodicticus potto)

Antalen arter är omstritt. Enligt Wilson & Reeder (2005) skiljs mellan följande släkten och arter:
- Pseudopotto
  - Pseudopotto martini, omstridd art som beskrevs utifrån specimen hittade på museer.
- Björnmakier (Arctocebus)
  - Arctocebus calabarensis
  - Arctocebus aureus
- Perodicticus
  - Potto (Perodicticus potto), lever i Centralafrika.
- Loris, har smala extremiteter och lever i södra Indien och på Sri Lanka.
  - Loris tardigradus
  - Loris lydekkerianus
- Tröglorier (Nycticebus)
  - Nycticebus bengalensis
  - Tröglori (Nycticebus coucang)
  - Nycticebus pygmaeus